# Aviron aux Jeux olympiques d'été de 2000
Navigation
Atlanta 1996 Athènes 2004
Aux Jeux olympiques de Sydney, 14 compétitions d'aviron se sont disputées.

## Embarcations de couple

### Skiff femmes
| Médaille                            | Nom                          | Pays        | Temps         |
| ----------------------------------- | ---------------------------- | ----------- | ------------- |
| Médaille d'or, Jeux olympiques      | Ekaterina Karsten            | Biélorussie | 7 min 28 s 14 |
| Médaille d'argent, Jeux olympiques  | Rumyana Neykova              | Bulgarie    | 7 min 28 s 15 |
| Médaille de bronze, Jeux olympiques | Katrin Rutschow-Stomporowski | Allemagne   | 7 min 28 s 99 |

### Skiff hommes
| Médaille                            | Nom           | Pays             | Temps         |
| ----------------------------------- | ------------- | ---------------- | ------------- |
| Médaille d'or, Jeux olympiques      | Rob Waddell   | Nouvelle-Zélande | 6 min 48 s 90 |
| Médaille d'argent, Jeux olympiques  | Xeno Müller   | Suisse           | 6 min 50 s 55 |
| Médaille de bronze, Jeux olympiques | Marcel Hacker | Allemagne        | 6 min 50 s 83 |

### Deux de couple femmes
| Médaille                            | Nom                                    | Pays      | Temps         |
| ----------------------------------- | -------------------------------------- | --------- | ------------- |
| Médaille d'or, Jeux olympiques      | Kathrin Boron Jana Thieme              | Allemagne | 6 min 55 s 44 |
| Médaille d'argent, Jeux olympiques  | Pieta van Dishoeck Eeke van Nes        | Pays-Bas  | 7 min 00 s 36 |
| Médaille de bronze, Jeux olympiques | Birutė Šakickienė Kristina Poplavskaja | Lituanie  | 7 min 01 s 71 |

### Deux de couple hommes
| Médaille                            | Nom                               | Pays     | Temps         |
| ----------------------------------- | --------------------------------- | -------- | ------------- |
| Médaille d'or, Jeux olympiques      | Luka Špik Iztok Cop               | Slovénie | 6 min 16 s 63 |
| Médaille d'argent, Jeux olympiques  | Olaf Tufte Fredrik Bekken         | Norvège  | 6 min 17 s 98 |
| Médaille de bronze, Jeux olympiques | Giovanni Calabrese Nicola Sartori | Italie   | 6 min 20 s 49 |

### Deux de couple poids légers femmes
| Médaille                            | Nom                              | Pays       | Temps         |
| ----------------------------------- | -------------------------------- | ---------- | ------------- |
| Médaille d'or, Jeux olympiques      | Constanta Burcica Angela Alupei  | Roumanie   | 7 min 02 s 64 |
| Médaille d'argent, Jeux olympiques  | Valerie Viehoff Claudia Blasberg | Allemagne  | 7 min 02 s 95 |
| Médaille de bronze, Jeux olympiques | Christine Collins Sarah Garner   | États-Unis | 7 min 06 s 37 |

### Deux de couple poids légers hommes
| Médaille                            | Nom                            | Pays    | Temps         |
| ----------------------------------- | ------------------------------ | ------- | ------------- |
| Médaille d'or, Jeux olympiques      | Tomasz Kucharski Robert Sycz   | Pologne | 6 min 21 s 75 |
| Médaille d'argent, Jeux olympiques  | Elia Luini Leonardo Pettinari  | Italie  | 6 min 23 s 47 |
| Médaille de bronze, Jeux olympiques | Pascal Touron Thibaud Chapelle | France  | 6 min 24 s 85 |

### Quatre de couple femmes
| Médaille                            | Nom                                                          | Pays        | Temps         |
| ----------------------------------- | ------------------------------------------------------------ | ----------- | ------------- |
| Médaille d'or, Jeux olympiques      | Kerstin Kowalski Meike Evers Manuela Lutze Manja Kowalski    | Allemagne   | 6 min 19 s 62 |
| Médaille d'argent, Jeux olympiques  | Guin Batten Gillian Lindsay Katherine Grainger Miriam Batten | Royaume-Uni | 6 min 21 s 64 |
| Médaille de bronze, Jeux olympiques | Oksana Dorodnova Irina Fedotova Yuliya Levina Larisa Merk    | Russie      | 6 min 21 s 65 |

### Quatre de couple hommes
| Médaille                            | Nom                                                                  | Pays      | Temps         |
| ----------------------------------- | -------------------------------------------------------------------- | --------- | ------------- |
| Médaille d'or, Jeux olympiques      | Agostino Abbagnale Alessio Sartori Rossano Galtarossa Simone Raineri | Italie    | 5 min 45 s 46 |
| Médaille d'argent, Jeux olympiques  | Jochem Verberne Dirk Lippits Diederik Simon Michiel Bartman          | Pays-Bas  | 5 min 47 s 91 |
| Médaille de bronze, Jeux olympiques | Marco Geisler Andreas Hajek Stephan Volkert André Willms             | Allemagne | 5 min 48 s 64 |

## Embarcations de pointe

### Deux sans barreuse femmes
| Médaille                            | Nom                           | Pays       | Temps         |
| ----------------------------------- | ----------------------------- | ---------- | ------------- |
| Médaille d'or, Jeux olympiques      | Georgeta Damian Doina Ignat   | Roumanie   | 7 min 11 s 00 |
| Médaille d'argent, Jeux olympiques  | Rachael Taylor Kate Slatter   | Australie  | 7 min 12 s 56 |
| Médaille de bronze, Jeux olympiques | Missy Schwen-Ryan Karen Kraft | États-Unis | 7 min 13 s 00 |

### Deux sans barreur hommes
| Médaille                            | Nom                                     | Pays       | Temps         |
| ----------------------------------- | --------------------------------------- | ---------- | ------------- |
| Médaille d'or, Jeux olympiques      | Michel Andrieux Jean-Christophe Rolland | France     | 6 min 32 s 97 |
| Médaille d'argent, Jeux olympiques  | Ted Murphy Sebastian Bea                | États-Unis | 6 min 33 s 80 |
| Médaille de bronze, Jeux olympiques | Matthew Long James Tomkins              | Australie  | 6 min 34 s 26 |

### Quatre sans barreur hommes
| Médaille                            | Nom                                                              | Pays        | Temps         |
| ----------------------------------- | ---------------------------------------------------------------- | ----------- | ------------- |
| Médaille d'or, Jeux olympiques      | James Cracknell Steven Redgrave Tim Foster Matthew Pinsent       | Royaume-Uni | 5 min 56 s 24 |
| Médaille d'argent, Jeux olympiques  | Valter Molea Riccardo Dei Rossi Lorenzo Carboncini Carlo Mornati | Italie      | 5 min 56 s 62 |
| Médaille de bronze, Jeux olympiques | James Stewart Ben Dodwell Geoffrey Stewart Bo Hanson             | Australie   | 5 min 57 s 61 |

### Quatre sans barreur poids légers hommes
| Médaille                            | Nom                                                                 | Pays      | Temps         |
| ----------------------------------- | ------------------------------------------------------------------- | --------- | ------------- |
| Médaille d'or, Jeux olympiques      | Laurent Porchier Jean-Christophe Bette Yves Hocdé Xavier Dorfman    | France    | 6 min 01 s 68 |
| Médaille d'argent, Jeux olympiques  | Simon Burgess (en) Anthony Edwards Darren Balmforth Robert Richards | Australie | 6 min 02 s 09 |
| Médaille de bronze, Jeux olympiques | Soren Madsen Thomas Ebert Eskild Ebbesen Victor Feddersen           | Danemark  | 6 min 03 s 51 |

### Huit femmes
| Médaille                            | Nom | Pays     | Temps         |
| ----------------------------------- | --- | -------- | ------------- |
| Médaille d'or, Jeux olympiques      | Georgeta Damian, Viorica Susanu, Ioana Olteanu, Veronica Cochela, Elisabeta Lipa, Maria Magdalena Dumitrache, Liliana Gafencu, Doina Ignat, Elena Georgescu | Roumanie | 6 min 06 s 44 |
| Médaille d'argent, Jeux olympiques  | Anneke Venema, Carin ter Beek, Nelleke Penninx, Pieta van Dishoeck, Eeke van Nes, Tessa Appeldoorn, Marieke Westerhof, Elien Meijer, Martijntje Quik        | Pays-Bas | 6 min 09 s 39 |
| Médaille de bronze, Jeux olympiques | Heather McDermid, Heather Davis, Dorota Urbaniak, Theresa Luke, Emma Robinson, Alison Korn, Laryssa Biesenthal, Buffy Alexander, Lesley Thompson            | Canada   | 6 min 11 s 58 |

### Huit hommes
| Médaille                            | Pays | Temps       |               |
| ----------------------------------- | --- | ----------- | ------------- |
| Médaille d'or, Jeux olympiques      | Andrew Lindsay, Ben Hunt-Davis, Simon Dennis, Louis Attrill, Luka Grubor, Kieran West, Fred Scarlett, Steve Trapmore, Rowley Douglas                    | Royaume-Uni | 5 min 33 s 08 |
| Médaille d'argent, Jeux olympiques  | Christian Ryan, Alastair Gordon, Nick Porzig, Robert Jahrling, Mike McKay, Stuart Welch, Daniel Burke, Jaime Fernandez, Brett Hayman                    | Australie   | 5 min 33 s 88 |
| Médaille de bronze, Jeux olympiques | Igor Francetić, Tihomir Frankovic, Tomislav Smoljanovic, Niksa Skelin, Sinisa Skelin, Kresimir Culjak, Igor Boraska, Branimir Vujevic, Silvijo Petrisko | Croatie     | 5 min 34 s 85 |